# La colazione dei campioni
La colazione dei campioni, ovvero Addio triste lunedì (Breakfast of Champions, or goodbye blue monday) è un romanzo di Kurt Vonnegut pubblicato nel 1973. Il romanzo, partendo dal racconto di un incontro tra i due protagonisti (lo squattrinato scrittore di romanzi fantascientifici Kilgore Trout, e il ricco rivenditore di Pontiac Dwayne Hoover), si sviluppa come una complessa riflessione sulla società americana e sui primi cinquant'anni della vita di Vonnegut. Dal libro è stato tratto nel 1999 un film dallo stesso titolo, con protagonista Bruce Willis.

## Trama
(Incipit del libro)
La storia è ambientata nell'immaginaria cittadina americana di Midland City, nella quale si deve svolgere un festival della letteratura e delle arti. I due uomini anziani a cui si fa riferimento nell'incipit sono Kilgore Trout, sconosciuto e spiantato scrittore di fantascienza già presente in numerosi altri romanzi di Vonnegut, e Dwayne Hoover, ricco rivenditore di Pontiac usate.
Sin dall'inizio Vonnegut annuncia le tragiche conseguenze dell'incontro, ovvero la crisi di pazzia di Hoover seguita alla lettura del libro di Trout Ora si può dire, che lo porta a credere di essere l'unica creatura dotata di libero arbitrio in un mondo di robot. Il racconto vive quindi nell'attesa dell'incontro e segue i due protagonisti nelle vicende che li porteranno a ritrovarsi nel bar dell'Holiday Inn di Midland City.
Trout, dopo esser stato invitato al festival di Midland City grazie alla raccomandazione del suo unico grande fan, il miliardario Elliot Rosewater, si mette in viaggio facendo autostop. 
Nel frattempo Hoover continua la sua vita di tutti i giorni ma inizia a sentire i segni della pazzia pronta a esplodere, mentre i suoi dipendenti continuano a non accorgersi di quello che succede all'interno della sua testa attribuendo i suoi strani comportamenti allo stress. Intorno a loro si muovono una nutrita schiera di personaggi secondari, uomini e donne comuni della provincia americana la cui triste vita viene descritta con crudo realismo.

## La critica alla società americana
Già a partire dal titolo (Breakfast of Champions è il marchio registrato di una marca di cereali per la prima colazione) il libro rivela la volontà dell'autore di fare satira sulla società americana, sul razzismo, sugli effetti della pubblicità e dei mass media, sulla guerra e sulla politica americana. Per ottenere l'effetto voluto Vonnegut si affida, oltre che al suo solito stile di scrittura libero e caustico, ai disegni e ai mini-racconti delle trame dei libri di Trout inseriti all'interno del romanzo.
Le numerose illustrazioni presenti, realizzate da Vonnegut stesso, rappresentano infatti oggetti e cose comuni come un paio di mutande, un cesto di pollo fritto, una mucca, sino ad arrivare a una vagina e un ano, e hanno lo scopo di creare un senso di straniamento nel lettore. L'effetto ottenuto è a metà fra un libro illustrato per bambini, e un libro rivolto ad un alieno che ignora totalmente gli usi e i costumi dei terrestri del XX secolo e che ha quindi bisogno di vedere disegnato un hamburger per capire con esattezza cosa sia.
La narrazione è poi spesso intervallata con i riassunti dei surreali libri di Trout. Oltre al già citato Ora si può dire che farà impazzire Dwayne Hoover, si possono trovare un'altra decina di brevi storie che analizzano con spietata ironia i diversi aspetti della vita moderna. Ad esempio di seguito è riportata la trama de L'idiota ballerino, in cui viene messa in ridicolo la paura degli americani nei confronti dei "diversi":
Zog sbarca di notte nel Connecticut. Ha appena messo piede a terra che vede una casa in fiamme. Vi si precipita dentro, scoreggiando e ballando il tip-tap, per avvertire gli abitanti del terribile pericolo che corrono. Il padrone di casa gli spacca il cranio con una mazza da golf.»
(Trama del libro di Kilgore Trout, L'idiota ballerino.)

## Gli aspetti autobiografici
(Dalla premessa al libro.)
Vonnegut scrisse questo romanzo a cinquant'anni esatti, riprendendo in esso numerosi personaggi dei suoi libri precedenti, come Kilgore Trout, il miliardario Eliot Rosewater (Mattatoio n. 5 e Dio la benedica, Mr Rosewater), Francince Pefko (Ghiaccio-nove), o il cane da guardia Kazak (Le sirene di Titano), quasi come se in questo libro volesse tracciare un bilancio delle sue opere e della sua vita. Questo aspetto del romanzo emerge con chiarezza nella seconda parte, quando Vonnegut inserisce anche se stesso all'interno del racconto, creatore del mondo immaginario che osserva i suoi personaggi compiere le azioni che comanda loro, come tante marionette.

In quest'ultima parte gli elementi autobiografici (come il suicidio della madre) si fondono con la trama principale, raggiungendo un climax nella scena in cui Vonnegut raggiunge Trout in una strada deserta e gli rivela di essere il suo creatore. Prima di andare via, scomparendo in una porta dimensionale, lo scrittore gli fa il dono del libero arbitrio mentre Trout dietro di lui continua ad urlare disperatamente "Fammi tornare giovane... Fammi tornare giovane...".

## Edizioni
- Kurt Vonnegut, Breakfast of Champions, Delacorte Press, 1973, ISBN 0-385-28089-0.
- Kurt Vonnegut, La colazione dei campioni, Rizzoli, 1974,  p. 272.
- Kurt Vonnegut, La colazione dei campioni, traduzione di Attilio Veraldi, Elèuthera, 1992,  p. 288, ISBN 88-85060-57-9.
- Kurt Vonnegut, La colazione dei campioni, traduzione di Attilio Veraldi, collana I Narratori, Feltrinelli, 2005,  p. 280, ISBN 88-07-01689-3.
- Kurt Vonnegut, La colazione dei campioni, a cura di Vincenzo Mantovani, traduzione di Vincenzo Mantovani e Andrea Asioli, collana Classici Contemporanei, Bompiani, 2020,  p. 304, ISBN 978-88-30-10375-7.